# Claudia Pavlovich Arellano
Claudia Pavlovich Arellano, född 17 juni 1969 i Magdalena de Kino, Sonora, är en mexikansk politiker (PRI) och tidigare guvernör i delstaten Sonora 2015–2021. Dessförinnan var hon medlem av Sonoras delstatsparlament och repsresenterade 2012–2015 delstaten i Mexikos senat. Hon är dotter till Alicia Arellano Tapia, som var en av landets två första kvinnliga senatorer.